# Stampachbächli
Das Stampachbächli ist ein Fliessgewässer im Kanton Basel-Landschaft in der Schweiz. Es hat eine Länge von 1,3 Kilometern und ist ein rechter Zufluss des Diegterbachs.

## Geographie
Das Stampachbächli entspringt nordöstlich von Diegten im Bezirk Waldenburg im Waldgebiet neben der Erzmatt. Es entwässert in seinem oberen Abschnitt den südlichen Bereich des Schutzgebiets Chilpen, eines Objekts des Bundesinventars der Trockenwiesen und -weiden von nationaler Bedeutung (TWW). Die Fläche liegt im Gebiet Chilpen bei Diegten, das im Bundesinventar der Landschaften und Naturdenkmäler von nationaler Bedeutung (BLN) aufgeführt ist.
Der erste Teil des Bachlaufs in der Erzmatt ist seit einer Flurmelioration unter dem Weidegebiet eingedolt. Im weiten Tal, das vom Gebiet Giess zur Erzweid in das Gebiet Stampach und zum Chilchacher führt, fliesst der Bach danach in einem von Gebüsch begleiteten Graben gegen Westen. Am Stampachweg befinden sich mehrere Stationen des Waldlehrpfads von Diegten. Nördlich der evangelisch-reformierten Kirche Diegten öffnet sich das Seitental zur Niederung des Diegterbachs. Das Stampachbächli unterquert zuletzt den Schlössliweg und mündet danach in den Hauptbach des Tals.

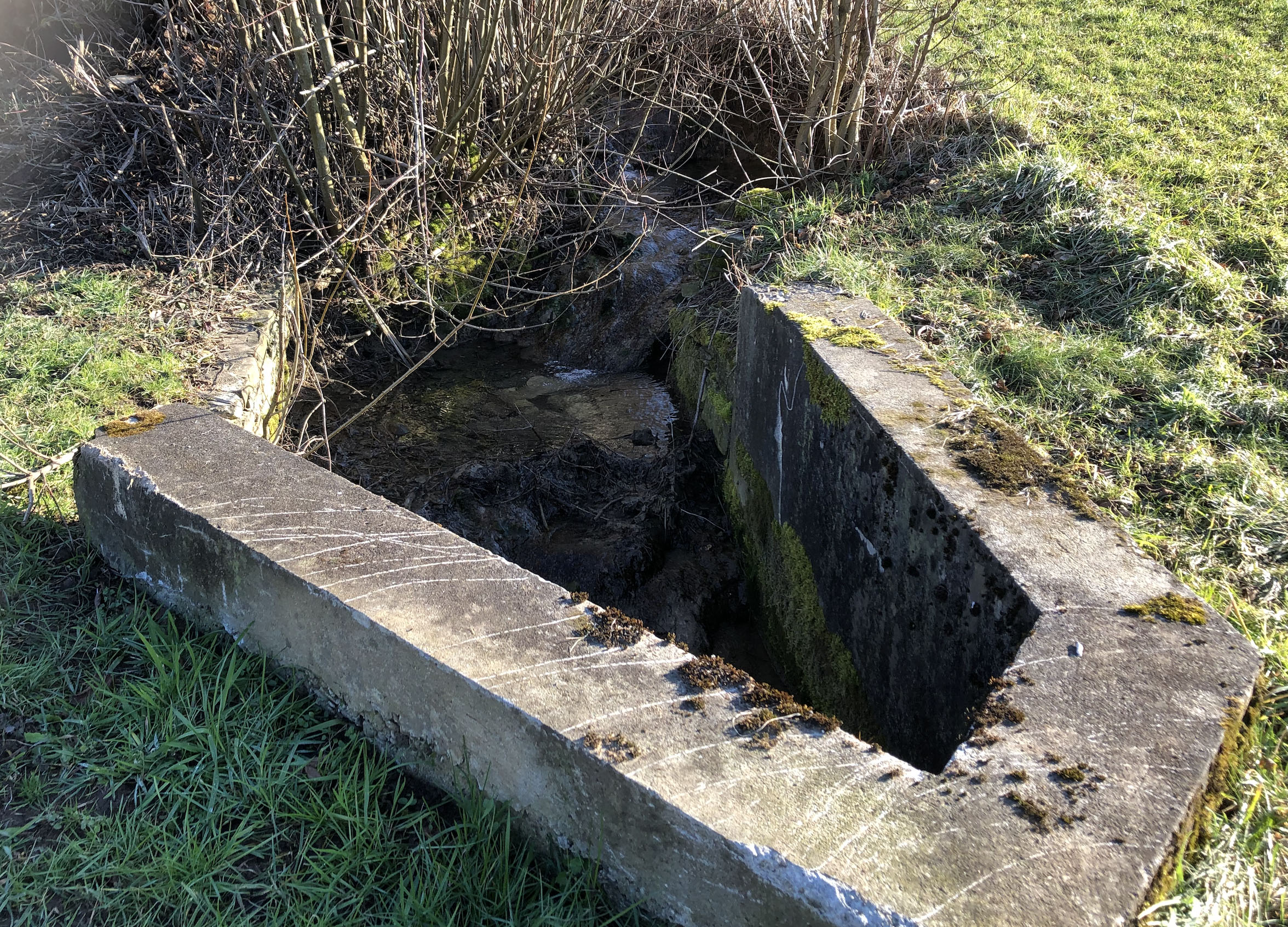
Einlauf einer Dole
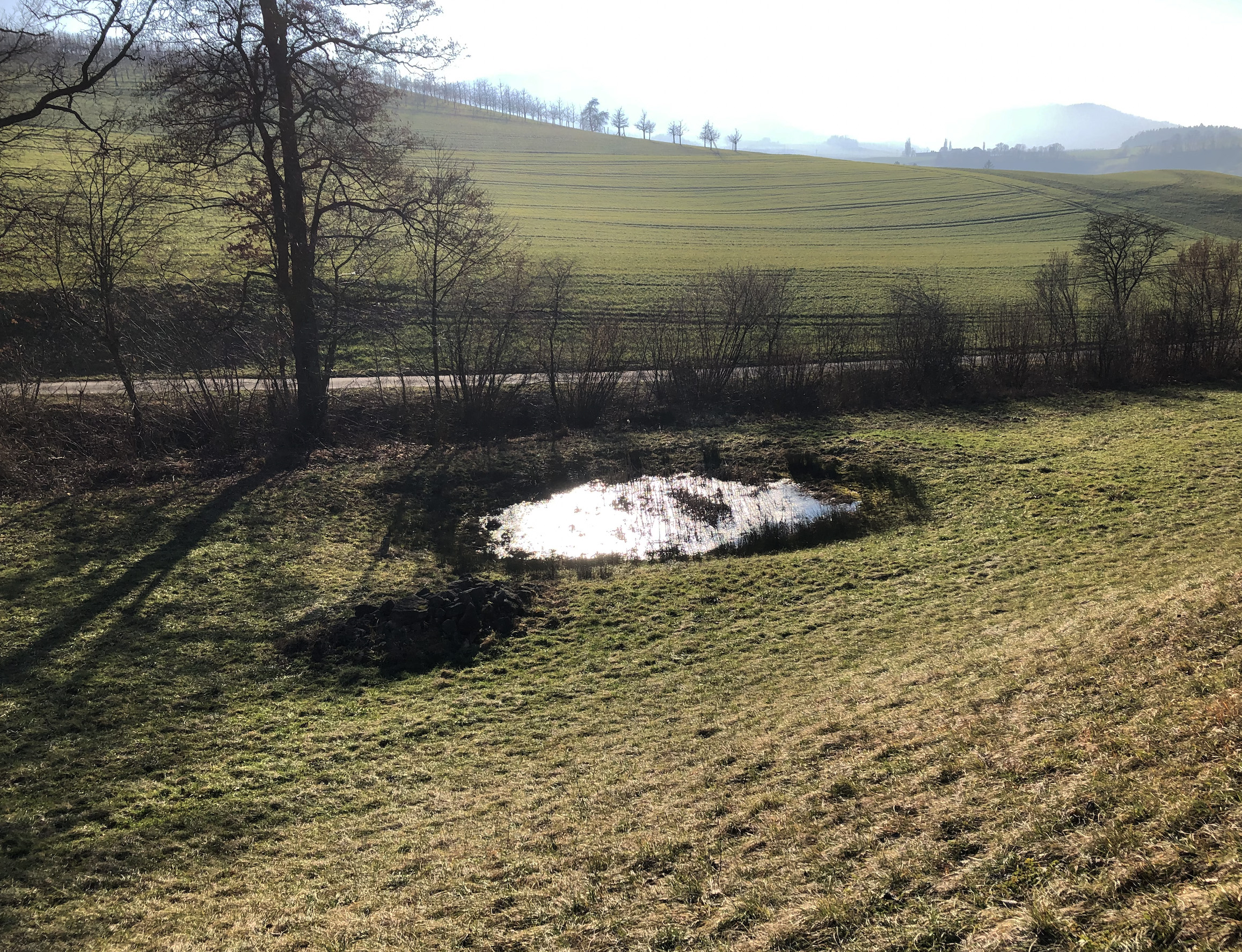
Junges Feuchtbiotop im Gebiet Stampach